# پناهندگان قایق‌سوار

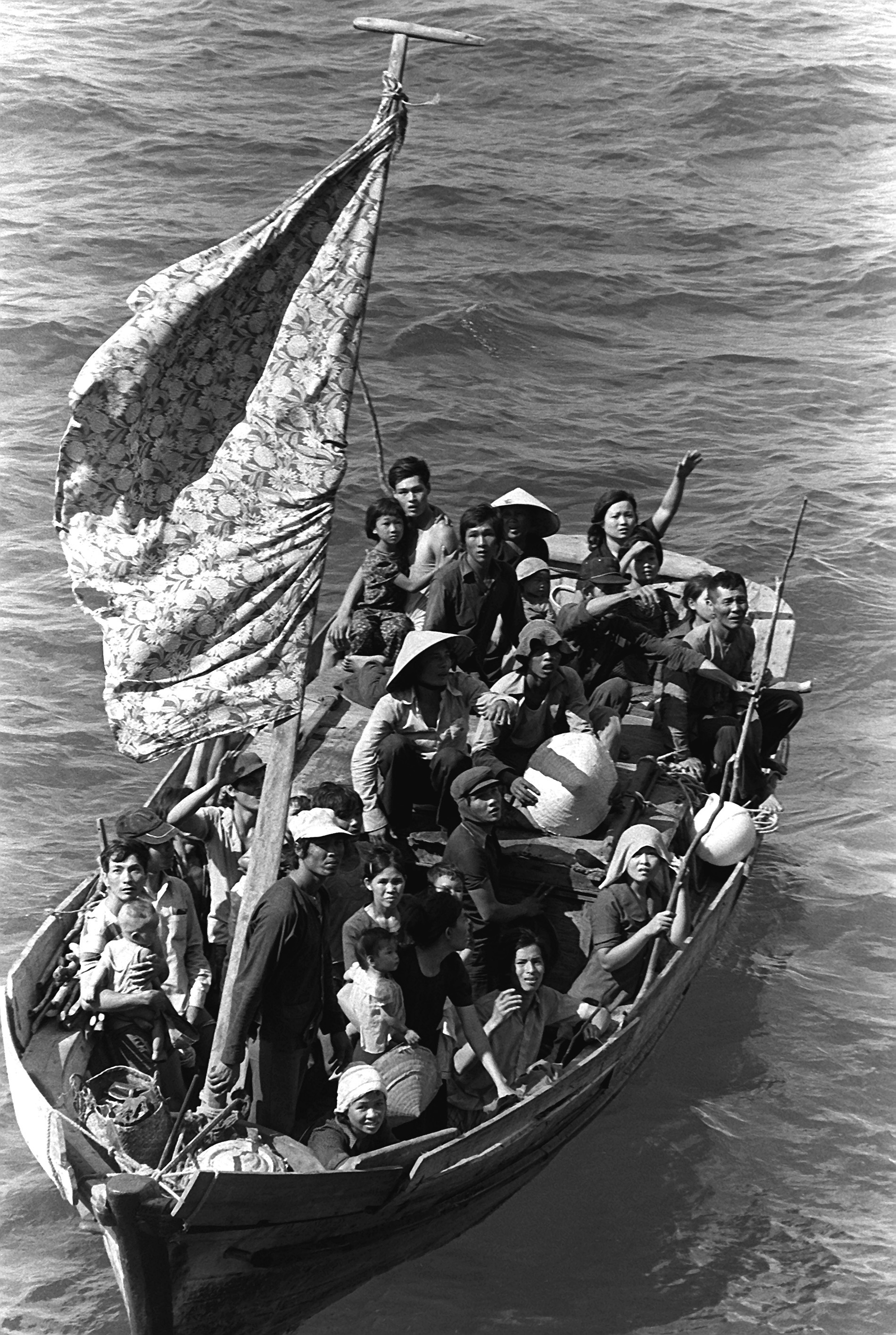
گروهی از مردمانِ ویتنامی در انتظارِ نجات.

پناهجویان قایق‌سوار به آن‌دسته از پناهجویانِ ویتنام جنوبیی گفته می‌شود که پس از جنگ ویتنام و سقوط سایگون بویژه در سال‌های ۱۹۷۸ و ۱۹۷۹ میلادی مجبور به ترکِ کشورِ خود با قایق و کشتی و پناهندگی در کشورهای دیگر شدند. همچنین این اصطلاح در حالتِ کلّی به ۲ میلیون پناهجوی ویتنامی که تا سال‌های ۹۰ میلادی از ویتنام می‌گریختند نیز گفته می‌شود.

## کشورهای پذیرنده
مقصدِ نخستِ این مردم، کشورهای آسیای جنوب شرقی، هنگ کنگ (هنگ کنگ بریتانیا)، اندونزی، مالزی، فیلیپین، سنگاپور و تایلند بود.
بسیاری دیگر از این پناهجویان نیز در ایالات متحده آمریکا، استرالیا، کانادا، فرانسه، آلمان و بریتانیا اسکان یافتند.

## نگارخانه

نجاتِ گروهی از پناهجویانِ قایق‌سوار به‌دستِ یک رزم‌ناوِ آمریکایی
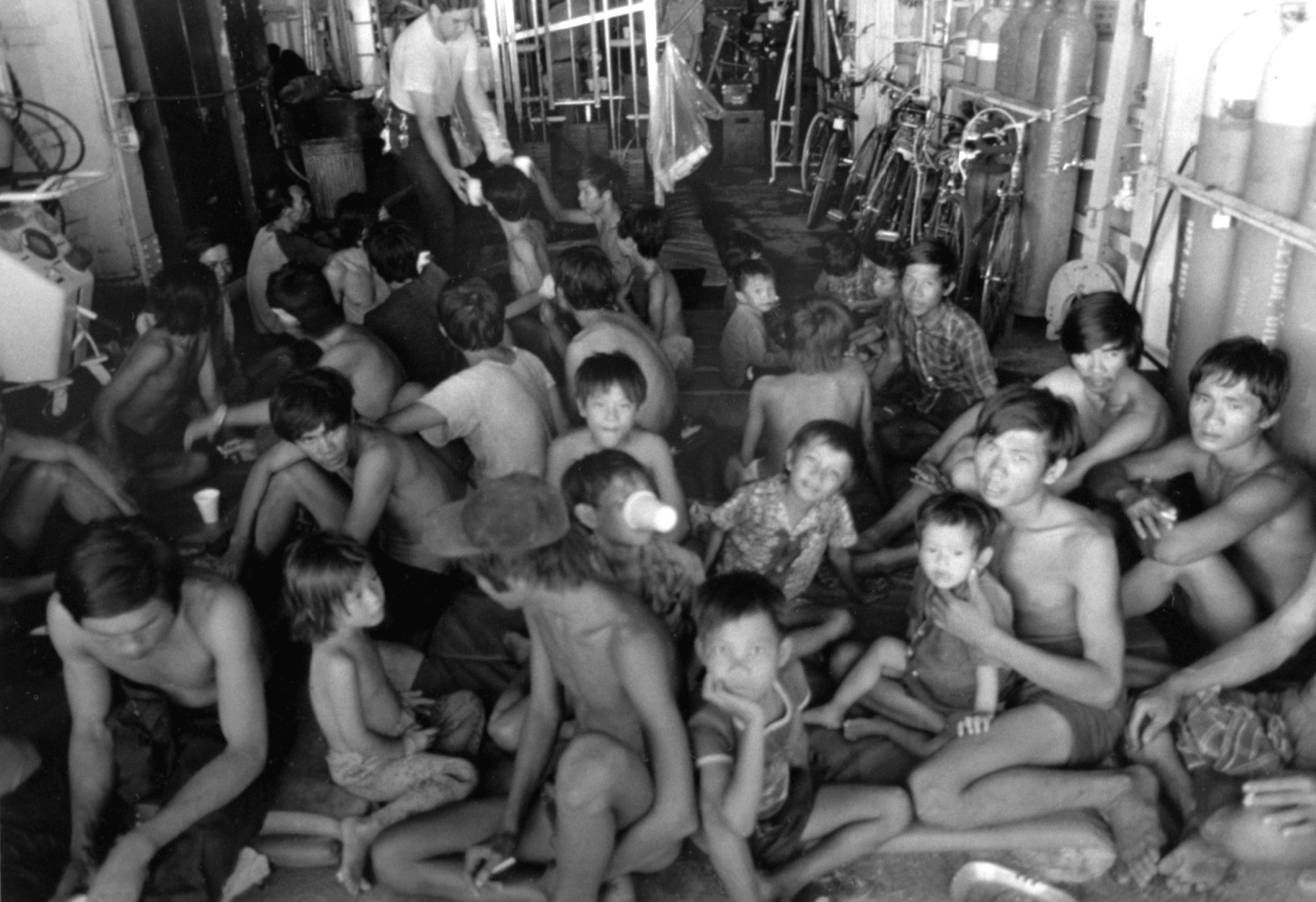
گروهی از پناهجویانِ نجات‌یافته